# Cynthia Vescan
Cynthia Vescan (Strasburgo, 7 febbraio 1992) è una lottatrice francese, specializzata nella lotta libera.

## Palmarès
- Europei

Kaspisk 2018: bronzo nei 72 kg.
Varsavia 2021: bronzo nei 76 kg.